# Cycle générateur de gaz

Cycle générateur de gaz : une partie du combustible et du comburant est brûlée séparément pour alimenter les pompes et est ensuite rejetée.

Un cycle générateur de gaz est une configuration de moteur-fusée à ergols liquides où une partie du propergol est brûlée dans un générateur de gaz et le gaz chaud résultant est utilisé pour alimenter les turbopompes du moteur. Ce gaz est ensuite évacué. Parce que ces gaz sont évacués sans être utilisés pour la propulsion, ce type de moteur est qualifié de cycle ouvert.
Ce type de moteur-fusée présente plusieurs avantages par rapport aux moteurs à cycle à combustion étagée. La turbine du générateur de gaz n'a pas besoin de faire face à la contre-pression de la chambre de combustion pour injecter les gaz d'échappement. Cela implique une plomberie et une conception de la turbine moins coûteuses et plus légères.
Le principal inconvénient est la perte d’efficience en raison des gaz non utilisés pour la propulsion de la fusée. Les moteurs à cycles générateur de gaz ont tendance à avoir des impulsions spécifiques plus faibles que celles des cycles à combustion étagée.
Comme dans la plupart des moteurs-fusées cryogéniques, dans un cycle générateur de gaz une partie du combustible peut être utilisé pour refroidir la chambre de combustion et la tuyère (refroidissement régénératif (en)). Les matériaux de construction aujourd'hui disponibles ne peuvent pas résister aux températures extrêmes ayant cours lors des processus de combustion de la fusée, grâce au refroidissement il est possible d'utiliser les moteurs pour des temps de combustion relativement longs. Sans aucune gestion du stress thermique de la chambre de combustion et la tuyère, le moteur défaillirait de façon catastrophique

## Utilisation
Moteurs à cycle générateur de gaz :
- Vulcain[2]
- HM-7B
- Merlin[3]
- RS-68[4]
- RS-27A[5]
- J-2X[6]
- F-1[7]
- RD-107[8]
- CE-20[9]

Systèmes de lancement utilisant des moteurs générateur de gaz :
- Ariane 5[2]
- Falcon 9[10], Falcon Heavy[11]
- Delta IV[4]
- Saturn V[7]
- Soyouz
- GSLV Mk III[9]
- Longue marche 3B, Longue marche 2F[12]